# Byfjordtunnel
Der Byfjordtunnel ist ein Verkehrstunnel in Norwegen in der Provinz Rogaland. Er verbindet die Gemeinde Randaberg mit der Insel Sokn im Boknafjord. 
Mit 223 Metern Tiefe unter dem Meeresspiegel und einer Länge von 5.875 Metern ist er einer der längsten und tiefsten Unterwassertunnel der Welt. Die größte Steigung bzw. das größte Gefälle des Tunnels beträgt ca. 8 %. Wie die meisten Straßentunnel in Norwegen ist auch der Byfjordtunnel mautfrei.
Zusammen mit dem Mastrafjordtunnel gilt er als wichtige Verbindung auf der Europastraße 39, die Stavanger mit den nördlicheren Regionen Norwegens verbindet.